# Max Valier Sat
Max Valier Sat è stato un satellite italiano costruito da studenti dell'Istituto Tecnologico "Max Valier" di Bolzano con l'aiuto di OHB.
Il satellite è stato lanciato il 23 giugno 2017 con un vettore indiano PSLV dal Centro spaziale Satish Dhawan.

## Equipaggiamento
Il payload principale del satellite fu un piccolo telescopio a raggi X chiamato µRosi e fornito dall'Istituto "Max Planck" di fisica extraterrestre. La massa del telescopio fu di appena 2,4 kg e la  risoluzione angolare fu 1°.
La determinazione dell'assetto venne effettuata con due sensori solari e un magnetometro, mentre per il controllo d'assetto venne utilizzata una singola ruota di reazione parallela all'asse di rotazione principale del satellite.
Le frequenze assegnate al satellite per la trasmissione verso Terra furono le seguenti:
- Trasmissione telemetria: 145,860 MHz
- Trasmissione CW: 145,960 MHz
- Indicativo di chiamata: II3MV

Il satellite è rientrato nell'atmosfera terrestre in data 30 giugno 2024